# 牛渕駅
牛渕駅（うしぶちえき）は、愛媛県東温市牛渕にある、伊予鉄道横河原線の駅である。駅番号はIY20。

## 歴史
- 1899年（明治32年）10月4日：田窪駅として開業
- 1966年（昭和41年）11月1日：牛渕駅に改称。

## 駅構造
単式ホーム1面1線を持つ無人駅である。

## 利用状況
東温市内の各駅と同様に利用客数は微増傾向にある。一方で、伊予鉄道郊外線の中で最も利用者数が少ない駅でもある。

## 駅周辺
駅付近は狭い路地が入り組んでいるが、それに沿って民家や田畑がある。国道11号（松山東道路）は駅北側、愛媛県道193号（駅付近は愛媛県道209号線との重複区間）は駅南側を通るが、ともに駅から少し離れた所を通っている。駅南側には小学校と幼稚園もあるが、こちらも駅から少し離れた所にある。
- 東温市立南吉井小学校
- 重信幼稚園
- 国道11号（松山東道路）
- 愛媛県道193号森松重信線 - 愛媛県道209号美川松山線との重複区間。
- 伊予鉄バス「牛渕駅口」停留所 - 駅南側、愛媛県道沿い。
- 道音寺（伊予十三仏霊場第9番札所）
- 浮嶋神社

## 隣の駅
伊予鉄道
■横河原線
牛渕団地前駅 (IY19) - 牛渕駅 (IY20) - 田窪駅 (IY21)